# KDStV Cheruscia Würzburg
Die Katholische Deutsche Studentenverbindung Cheruscia Würzburg im CV (KDStV Cheruscia Würzburg) ist eine katholische, farbentragende und nichtschlagende Studentenverbindung. Sie vereint Studenten und Alumni der Julius-Maximilians-Universität Würzburg und anderer Würzburger Hochschulen. Sie gehört dem Cartellverband der katholischen deutschen Studentenverbindungen (CV), an.

## Geschichte

### Gründungszeit
Die Katholische Deutsche Studentenverbindung Cheruscia Würzburg wurde am 29. Mai 1893 von fünf Angehörigen der Katholischen Deutschen Studentenverbindungen Sauerlandia Münster und Novesia Bonn, die zum Studium nach Würzburg gekommen waren, gegründet. Als Tochterverbindung Sauerlandias und Novesias wurde sie als dritte Verbindung in die Kartellvereinigung katholischer deutscher Studentenkorporationen (seit 1905 KDV) aufgenommen. 1895 erlangte Cheruscia die akademische Anerkennung durch den Senat der Julius-Maximilians-Universität Würzburg, die von Wilhelm Conrad Röntgen unterzeichnet wurde. Am 3. November 1898 erfolgte zusammen mit Sauerlandia Münster und Novesia Bonn die Gründung der Tochterverbindung KDStV Bavaria Berlin, am 7. Februar 1900 zusammen mit Sauerlandia Münster, Novesia Bonn und Arminia Freiburg die Gründung der Tochterverbindung KDStV Tuiskonia München. 1912 folgte Cheruscia ihrem bisherigen Verband in den Cartellverband der katholischen deutschen Studentenverbindungen (CV), dem die übrigen KDV-Verbindungen bereits 1910 und 1911 beigetreten waren.
Ihre Würzburger Kneipe hatte die Cheruscia um 1914 in der Weingartenstraße 8, ihre Briefablage im Café Alhambra am Franziskanerplatz, wo heute Babett's Weinstube ist.

### Die zwei Weltkriege
Bis zum Ersten Weltkrieg wuchs Cheruscia stetig. Ab 1915 war die gesamte Aktivitas an der Front, sechs Cherusker fielen. Während des Krieges ruhte der Verbindungsbetrieb weitgehend. Einzelne Bundesbrüder hielten aber während ihres Heimaturlaubs oder Lazarettaufenthalten den Kontakt aufrecht. Zum Wintersemester 1918/19 wurde der Verbindungsbetrieb wieder aufgenommen. Am 3. September 1927 erwarb Cheruscia ihr erstes Verbindungshaus in der Zeppelinstraße, das heute dem Kreisverband Würzburg des Bayerischen Roten Kreuzes (BRK) gehört.

Am 15. Februar 1936 musste Cheruscia unter dem Druck der Nationalsozialisten aufgelöst werden. 

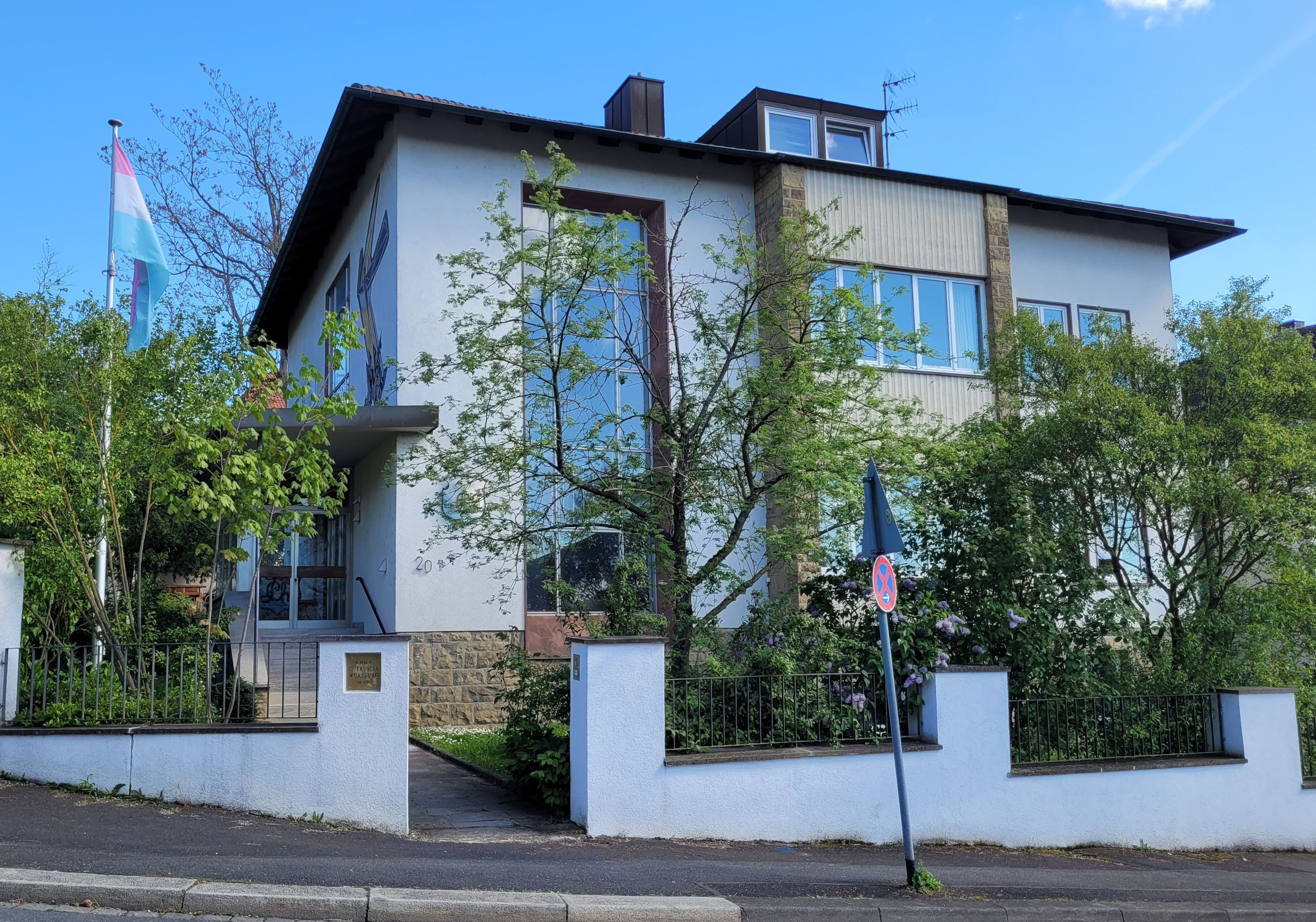
Korporationshaus der KDStV Cheruscia Würzburg

Das Verbindungshaus wurde 1939 unter Zwang an das Rote Kreuz verkauft. Fahne, Couleur- und Einrichtungsgegenstände überdauerten das Kriegsende in der Verwahrung verschiedener Bundesbrüder. Auch während des Zweiten Weltkriegs wurde eine große Zahl von Cheruskern einberufen, von denen mehr als 25 fielen.

### Nachkriegszeit

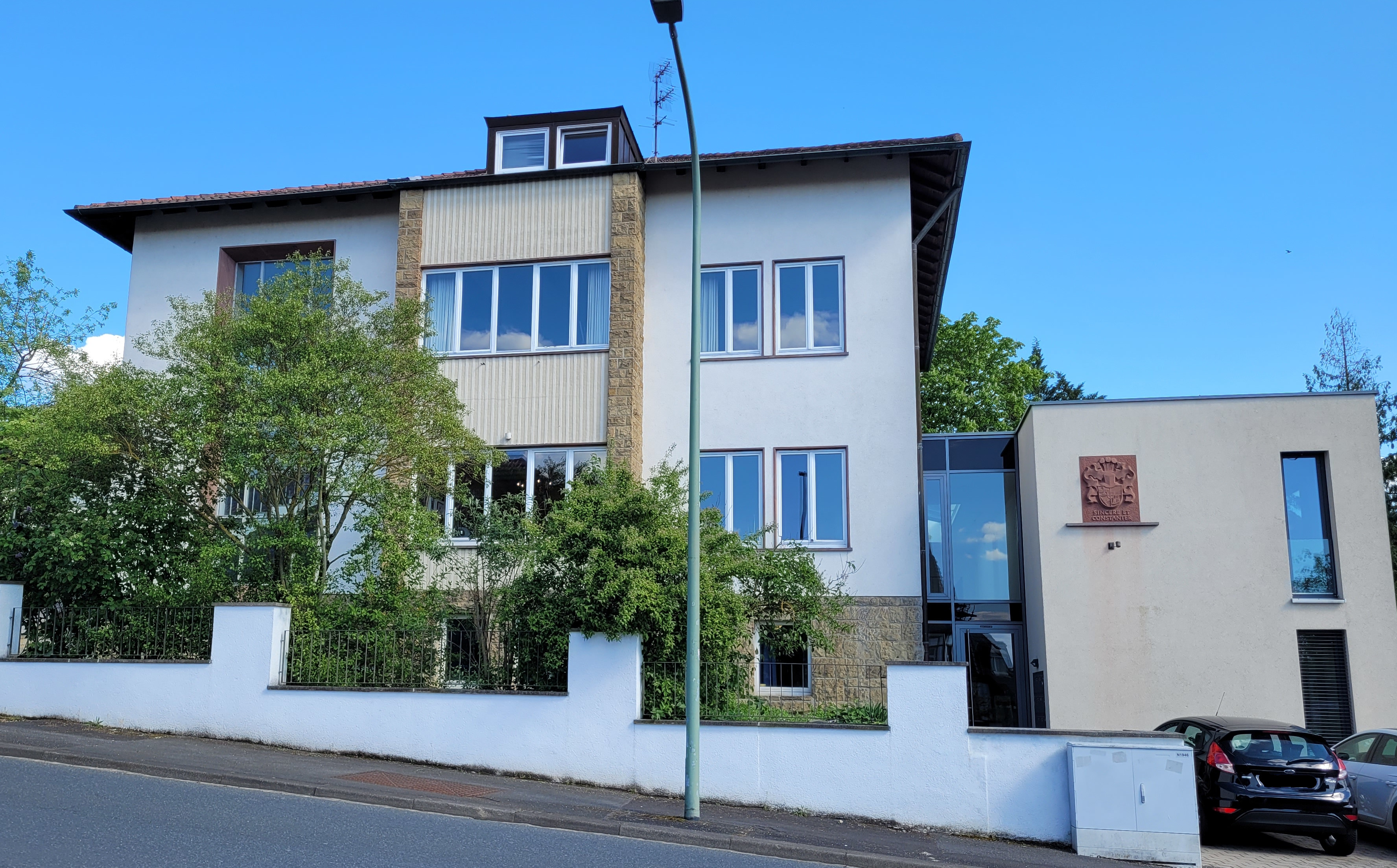
Korporationshaus mit Anbau

Am 6. April 1948 wurde die Cheruscia zunächst als Verein wiederbegründet. 1953 stellte Cheruscia den Vorort des CV mit Konrad Dobroschke als Vorortspräsidenten (VOP). Da es nicht möglich war, das alte Verbindungshaus in der Zeppelinstraße zurückzuerhalten, wurde am 23. Mai 1955 das Grundstück in der Keesburgstraße 20 erworben und mit dem Bau eines neuen Hauses begonnen, das 1959 bezogen werden konnte.
In der Zeit der Studentenbewegung der 1960er Jahre engagierte sich Cheruscia Würzburg als bürgerliche Kraft in der Hochschulpolitik an der Würzburger Universität. Das Verbindungsmitglied Hans Hablitzel war im Wintersemester 1967/68 Präsident des Studentenparlaments der Würzburger Universität. Auf seine Initiative hin wurde 1968 die „Würzburger Studentenunion“ (WSU) als Liste der korporierten Studentenschaft Würzburgs gegründet. Diese erzielte bei den Hochschulwahlen im Sommersemester 1968 neun von 21 Sitzen.
Gegenwärtig besteht Cheruscia aus ca. 300 Alten Herren, ca. 30 Aktiven und vier Ehrenmitgliedern (Stand:2008).

## Couleur, Wahlspruch, Wappen und Zirkel

### Couleur
Die Farben Cheruscias sind rosa-weiß-hellblau mit silberner Perkussion. Fuchsenfarben sind rosa-hellblau, ebenfalls silberne Perkussion. Kopfcouleur ist eine schwarze Biedermeiermütze.

### Wahlspruch
Der Wahlspruch Cheruscias ist sincere et constanter (aufrichtig und beständig/treu).

### Wappen
Das Wappen Cheruscias besitzt folgenden Aufbau: in der Mitte des viergeteilten Schildes befindet sich ein kleiner Schild mit einem Tatzenkreuz und dem Wahlspruch sincere et constanter. Das Tatzenkreuz symbolisiert die Zugehörigkeit und Treue zur römisch-katholischen Kirche. Das linke obere Viertel zeigt Hermann den Cherusker, Namensgeber der Verbindung und Sinnbild der Treue zum deutschen Vaterland. Das rechte obere Viertel zeigt Farben, Zirkel und Gründungsdatum der Verbindung. Im linken unteren Viertel findet sich die Rennfahne Würzburgs mit den Farben rot-gelb. Im rechten unteren Viertel finden sich eine Lyra, ein Buch und ein Füllhorn als Sinnbild der Wissenschaft.

### Zirkel
Der Zirkel Cheruscias besteht aus den ineinandergeschlungenen Buchstaben V, C, F, Ch und einem Ausrufezeichen. Die Bedeutung ist  Vivat, crescat, floreat Cheruscia in aeternitatem (Cheruscia lebe, wachse und gedeihe in Ewigkeit).

## Bekannte Mitglieder
- Ferdinand von Schlör (1839–1924), Bischof von Würzburg (Ehrenmitglied)
- Friedrich Philipp von Abert (1852–1912), Erzbischof von Bamberg (Ehrenmitglied)
- Herman Schell (1850–1906), Theologe, Professor und Rektor der Universität Würzburg (Ehrenmitglied)
- Sebastian Merkle (1862–1945), katholischer Geistlicher und Theologe, Professor für Kirchengeschichte an der Universität Würzburg, Rektor der Universität Würzburg (Ehrenmitglied)
- Heinz Brand (1887–1971), Jurist, Ministerialdirektor, Regierungspräsident in Sigmaringen (1931–1933), Leiter des Bundespresseamtes (1950), Regierungspräsident in Aachen (1950–1955)
- Leo Weismantel (1888–1964), Schriftsteller, Reformpädagoge, Politiker (CSP), Landtagsabgeordneter (1924–1928)
- Curt Sonnenschein (1894–1986), Professor für Medizin an der Universität Würzburg, Direktor des Instituts für Hygiene und Mikrobiologie (Ehrenmitglied)
- Günther Küchenhoff (1907–1983), Jurist, Oberlandesgerichtsrat, Professor für Staats- und Völkerrecht an der Universität Würzburg (Ehrenmitglied)
- Helmuth Zimmerer (1912–1984), Jurist, Oberbürgermeister von Würzburg (1956–1968); Mitglied der NSDAP und der SS
- Sixtus Josef Parzinger OFMCap (1931–2023), Ordensgeistlicher, Bischof von Villarrica/Chile (Ehrenmitglied)
- Gundolf Keil (* 1934), Professor für Medizingeschichte (em.) an der Universität Würzburg (Ehrenmitglied)
- Otto Schober (1935–2010), Professor für die Didaktik der Deutschen Sprache und Literatur an der Universität Erlangen-Nürnberg
- Klaus Wittstadt (1936–2003), Kirchenhistoriker (Ehrenmitglied)
- Walter Eykmann (* 1937), Pädagoge, Honorarprofessor für Pädagogik an der Universität Würzburg, Politiker (CSU), Landtagsabgeordneter (1978–2008), Bundesvorsitzender der Katholischen Elternschaft Deutschlands (KED) (1991–2005)
- Karl Heinz Höhne (* 1937), Professor, Gründer und em. Leiter des Instituts für Medizinische Informatik des Universitätsklinikums Hamburg-Eppendorf
- Edgar Marsch (* 1938), Professor für Germanistische Literaturwissenschaft an der Universität Freiburg
- Heinz Rosenbauer (1938–2010), Jurist, Politiker (CSU), Landtagsabgeordneter (1970–1994), Vizepräsident des Bayerischen Landtages, Staatssekretär a. D.
- Norbert Brieskorn SJ (* 1944), Jurist und Theologe, Jesuit, Professor für Rechtsphilosophie
- Hans Hablitzel (1945–2022), Jurist, Ministerialrat a. D., Honorarprofessor für Verwaltungs- und Arbeitsrecht an der Katholischen Universität Eichstätt-Ingolstadt
- Michael Wollenschläger (1946–2008), Professor für Arbeits- und Sozialrecht an der Universität Würzburg
- Wolfgang Weiß (* 1957), Theologe und Historiker, Professor für fränkische Kirchengeschichte an der Universität Würzburg
- Peter Frank (* 1968), Jurist, seit November 2023 Richter des Bundesverfassungsgerichts
- Oliver Jörg MdL (* 1972), Jurist, Politiker (CSU), Landtagsabgeordneter seit 2008 (Ehrenmitglied)